# Comuna Boremel, Demîdivka
Boremel (în ucraineană Боремель) este o comună în raionul Demîdivka, regiunea Rivne, Ucraina, formată din satele Boremel (reședința), Naberejne, Novîi Tik, Șîbîn și Smîkiv.

## Demografie
Componența lingvistică a comunei Boremel
     Ucraineană (99,11%)
     Alte limbi (0,89%)
Conform recensământului din 2001, majoritatea populației comunei Boremel era vorbitoare de ucraineană (99,11%), existând în minoritate și vorbitori de alte limbi.